# Esquirol nan murí de Sulawesi
L'esquirol nan murí de Sulawesi (Prosciurillus murinus) és una espècie de rosegador de la família dels esciúrids. Viu a Sulawesi i algunes illes properes (Indonèsia). Es tracta d'una espècie majoritàriament arborícola. El seu hàbitat natural són els boscos primaris, probablement a les parts més altes del relleu. No se sap gaire cosa sobre el seu comportament. Està amenaçat per la desforestació provocada per l'agricultura a petita escala i la tala d'arbres.